# Har Hebron
Le conseil régional de Har Hebron, en hébreu : מועצה אזורית הר חברו, est situé au sud-ouest des monts de Judée et au sud de la Cisjordanie. Il fait partie du district de Judée et Samarie, en Cisjordanie occupée, et son siège est situé à proximité d'Otniel (en).

## Liste des colonies et avant-poste
- Adora (en)
- Asa'el (en)
- Avigayil
- Beit Hagai (en)
- Beit Yatir (en)
- Carmel (en)
- Eshkolot (en)
- Livne (en)
- Ma'ale Hever (en)
- Ma'on (en)
- Negohot (en)
- Otniel (en)
- Sansana (en)
- Shim'a (en)
- Susya
- Telem (en)
- Teneh Omarim (en)

## Source de la traduction
- (en) Cet article est partiellement ou en totalité issu de l’article de Wikipédia en anglais intitulé « Har Hevron Regional Council » (voir la liste des auteurs).